# Estadio David Cordón Hichos
Estadio David Cordón Hichos – stadion piłkarski w gwatemalskim mieście Guastatoya, w departamencie El Progreso. Obiekt może pomieścić 2 800 widzów, a swoje mecze rozgrywa na nim drużyna Deportivo Guastatoya.
Stadion został otwarty w 1995 roku. W 1996 roku na obiekcie zamontowano murawę oraz sztuczne oświetlenie. W 2020 roku przeszedł drobną renowację, związaną głównie z unowocześnieniem szatni.
Obiekt jest zlokalizowany obok miejskiego uzdrowiska. Nosi imię Davida Cordóna Hichosa, zasłużonego burmistrza Guastatoyi w latach 1996–2008. Za jego kadencji na stadionie położono murawę i zamontowano sztuczne oświetlenie.